# Collegio di Dundee Central
Dundee Central è un collegio elettorale scozzese della Camera dei comuni del Parlamento del Regno Unito. Elegge un membro del Parlamento con il sistema first-past-the-post, ossia maggioritario a turno unico; il rappresentante del collegio, dal 2024, è il nazionalista scozzese Chris Law.

## Estensione
Il collegio comprende i seguenti ward della città di Dundee:
- East End e Maryfield provenienti dal precedente collegio di Dundee East
- Coldside, Lochee Strathmartine e West End provenienti dal precedente collegio di Dundee West.

## Membri del parlamento
| Elezione | Elezione | Deputato  | Partito |
| -------- | -------- | --------- | ------- |
|          | 2024     | Chris Law | SNP     |

## Risultati elettorali

### Elezioni negli anni 2020
| Partito                    | Partito                                | Candidato                  | Risultati 4 luglio 2024 | Risultati 4 luglio 2024 |
| Partito                    | Partito                                | Candidato                  | Voti                    | %                       |
| -------------------------- | -------------------------------------- | -------------------------- | ----------------------- | ----------------------- |
|                            | SNP                                    | Chris Law                  | 15 544                  | 40,01                   |
|                            | Laburista                              | Richard McCready           | 14 869                  | 38,27                   |
|                            | Lib Dem                                | Daniel Coleman             | 2 402                   | 6,18                    |
|                            | Reform UK                              | Vicky McCann               | 2 363                   | 6,08                    |
|                            | Conservatore                           | Emma Farquhar              | 1 569                   | 4,04                    |
|                            | Alba                                   | Alan Ross                  | 813                     | 2,09                    |
|                            | TUSC                                   | Jim McFarlane              | 600                     | 1,54                    |
|                            | Famiglie Scozzesi                      | Susan Ettle                | 357                     | 0,92                    |
|                            | Workers                                | Raymond Mennie             | 192                     | 0,49                    |
|                            | Indipendente                           | Niko Omilana               | 139                     | 0,36                    |
|                            |                                        |                            |                         |                         |
| Iscritti                   | Iscritti                               | Iscritti                   | 74 221                  | 100,00                  |
| ↳ Votanti (% su iscritti)  | ↳ Votanti (% su iscritti)              | ↳ Votanti (% su iscritti)  | 38 848                  | 52,34                   |
| ↳ Astenuti (% su iscritti) | ↳ Astenuti (% su iscritti)             | ↳ Astenuti (% su iscritti) | 35 373                  | 47,66                   |
|                            |                                        |                            |                         |                         |
|                            | Esito: collegio a SNP (nuovo collegio) |                            |                         |                         |